# Зотов, Сергей Олегович
Серге́й Оле́гович Зо́тов (род. 20 ноября 1990, Саратов, СССР) — российский  историк и популяризатор науки. Доктор философии по истории. Стипендиат Института Варбурга. Ранее — докторант Уорикского университета (2020—2024) и младший научный сотрудник Библиотеки герцога Августа (2017—2022).

## Биография
В 2013 году окончил Саратовский государственный университет имени Н. Г. Чернышевского по специальности «Германистика», в 2015 — магистратуру Российского государственного гуманитарного университета (РГГУ) по специальности «Историческая культурология». В 2016—2017 годах изучал теорию и философию науки в Центре истории науки (Centre d’Història de la Ciència) в Автономном университете Барселоны. Окончил аспирантуру РГГУ по специальности «Теория и история культуры» в 2018 году. Получил степень по истории в докторантуре Уорикского университета.
В 2017—2022 годах работал младшим научным сотрудником в библиотеке герцога Августа (Вольфенбюттель).
Член The Renaissance Society of America и The Society for the History of Alchemy and Chemistry (SHAC).
Сфера научных интересов: медиевистика, культурная антропология, иконография, история алхимии, исследования эзотеризма.
Автор ряда публикаций в периодических научных изданиях, а также научно-популярных лекций, статей, автор книг «История алхимии. Путешествие философского камня из бронзового века в атомный» и «Иконографический беспредел. Необычное в православной иконе», а также соавтор книг «Страдающее Средневековье: парадоксы христианской иконографии», «Средневековая магия. Визуальная история ведьм и колдунов» и «Восковые ноги и железные глаза. Вотивные практики от Средневековья до наших дней».

## Признание
- Премия «Просветитель» — 2018 в номинации «Гуманитарные науки» за книгу «Страдающее Средневековье».
- Лонг-лист премии Александра Пятигорского — 2018 за книгу «Страдающее Средневековье».
- Лонг-лист премии «Просветитель» — 2021 за книгу «Иконографический беспредел».
- Шорт-лист премии Андрея Белого — 2021 за книгу «Иконографический беспредел».
- Премия Александра Беляева — 2022 в номинации «Научно-художественная книга» за книгу «Иконографический беспредел».

### Книги
- Зотов С. О., Майзульс М. Р., Харман Д. Д. Страдающее Средневековье: парадоксы христианской иконографии. — М.: АСТ, 2018.
- Зотов С. О. История алхимии. Путешествие философского камня из бронзового века в атомный. — М.: АСТ, 2020.
- Зотов С. О. Иконографический беспредел. Необычное в православной иконе. — М.: Бомбора, 2021.
- Зотов С. О., Харман Д. Д. Средневековая магия. Визуальная история ведьм и колдунов. — М.: АСТ, 2022.
- Майзульс М. Р., Зотов С. О., Антонов Д. И. Восковые ноги и железные глаза. Вотивные практики от Средневековья до наших дней. — М.: Слово, 2023.

### Предисловия
- Дэниэл МакКой. Дух викингов. Введение в мифологию и религию Скандинавии / предисловие С. О. Зотова. — М.: АСТ, 2020.
- Манускрипт Войнича / предисловие С. О. Зотова. — М.: АСТ, 2021.
- Молот ведьм / предисловие С. О. Зотова. — М.: АСТ, 2023.

### Статьи

#### На русском языке
- Зотов С. О. К истории изучения алхимической философии Зосимы Панополита // Становление классического западного зарубежного теоретического религиоведения. — 2015. — С. 151—155.
- Зотов С. О. Страдания Иисуса, дракона и металлического человечка: александрийские и ренессансные способы построения алхимических метафор // Человек как проект. Интерпретация культурных кодов. — 2016. — С. 220—233.
- Зотов С. О. Принципы движения в алхимическом бестиарии: трансформация иконографии Уробороса // Бестиарий движения. — 2017. — С. 7—15.
- Зотов С. О. Христианизированная иконография алхимии: виновата ли папская булла? // Доминация и контроль. Интерпретация культурных кодов. — 2017.
- Зотов С. О. Иисус Христос — философский камень: история одного алхимического сюжета // Альманах «Казус». — 2017. — С. 45—61.
- Зотов С. О. Античная традиция двойственности VS «алхимическая троица» Парацельса // Феномен алхимии в истории науки, философии, культуре. Третья международная научная конференция. — 2017. — С. 3—14.
- Зотов С. О. Королевское искусство: гербы как религиозные и политические аллегории в алхимическом трактате «Книга св. Троицы» // Электронный научно-образовательный журнал «История». — 2017. — Т. 8, вып. 6 (60).
- Зотов С. О. Алхимия в раннем СССР // Вестник РГГУ. Серия «История. Филология. Культурология. Востоковедение». — 2017. — № 6 (27). — С. 65—61.
- Зотов С. О. Взаимодействие герметической и христианской иконографии в алхимическом трактате «Розарий философов» // Вестник РХГА. — 2017. — Т. 17, вып. 4. — С. 228—235.

#### На иностранных языках
- Sergei O. Zotov. Sermons, Alchemy, and the Three-Handed Jesus: The Iconography of the Peter and Paul Cathedral Pulpit in the Context of Stephan Yavorsky’s and Theophan Prokopovich’s Preaching // Preaching and New Worlds (англ.). — Routledge, 2018. — P. 243—255.
- Stefan Laube, Sergei Zotov. Destillation und polare Vereinigung. Zur visuellen Übersetzung alchemischer Praktiken auf Titelbildern und Frontispizen // Alchemie — Genealogie und Terminologie, Bilder, Techniken und Artefakte (нем.) / hrsg. Petra Feuerstein-Herz, Ute Frietsch. — Wolfenbüttel: Herzog August Bibliothek, 2021. — S. 191—235.
- Sergei Zotov. Pagan Otherness in the Christian Church Iconography of Ancient Philosophers and Intellectuals in Russia and the Balkans (англ.) // Journal of Iconographic Studies. — 2022. — Vol. 15. — P. 95—100.
- Stefan Laube, Sergei Zotov. Vial Movies — The Driving Forces of Nature and Their Visualization (англ.) // Journal of the Material and Visual History of Science. — 2022. — Vol. 37. — P. 1—41.
- Sergei Zotov. Allegorical Iconography of Alchemical Furnaces in 16th and 17th Century Manuscripts (англ.) // Sarah Lang (ed.), Alchemical Laboratories (Graz: University Library Publishing, 2023). — P. 285—295.
- Sergei Zotov. Merian’s Juggling with Motifs – Juggling with Merian’s Motifs. Iconographical Borrowings in and from Merian’s Alchemical Works (англ.) // Berit Wagner and Corinna Gannon (eds.), Opus magnum. Matthäus Merian d.Ä. und die Bebilderung der Alchemie (Heidelberg: ART-Books, 2024). — P. 219—233.
- Sergei Zotov. Smelling Good While Conjuring the Spirits. Use of ‘Perfumes’ in Medieval and Early Modern Magic Books (англ.) // Stefan Laube (ed.), Material, Visual, and Practical Dimensions of Early Modern How-to Books (Leiden: Brill, 2024). — P. 237—268.
- Sarah Lang, Sergei Zotov, Megan Piorko. Sources of Alchemical Cryptography (англ.) // Michelle Waldispühl and Beáta Megyesi (eds.), Proceedings of the 7th International Conference on Historical Cryptology HistoCrypt 2024 (Tartu: D-Space, 2024). — P. 161—173.

## Интервью
- Маргарита Паймакова. Сергей Зотов: «Нас волнуют те же вопросы, что и людей в Средние века».
- Лукерья Волчек. Сергей Зотов: «Магические рукописи есть и в Ленинке, и в библиотеках Новосибирска и Красноярска».
- Олег Соколенко. Сергей Зотов: «Сейчас мы максимально далеки от Средневековья в стереотипном его представлении — несмотря на все войны и политические разногласия».
- Юлия Кульдо. Сергей Зотов: «В Средневековье церковь не боялась насмешек». Архив.
- Кирило Караченцев. Сергiй Зотов, Галя Глодзь. Земне та небесне: світогляд середньовічної людини.
- Мария Лисица. Сергей Зотов: Звероголовые Евангелисты: зачем нужны рисунки в алхимических рецептах. Архив.
- Оксана Пашина. Сергей Зотов, Анна Рахманова: Страдающее средневековье: как иконография стала мемом?. Архив.
- Александра Кириллова. Сергей Зотов: Как древние алхимики искали рецепт бессмертия и пытались левитировать и какой была алхимия в СССР?
- Кристина Худенко. Страдающее Средневековье: Сергей Зотов о богохульстве, нравственности и нимбах — сегодня и в прошлом.
- Сергей Сдобнов. «Псоглавцы будут в раю». Интервью с авторами книги «Страдающее Средневековье»: Часть вторая. Архив.
- Линор Горалик. Сергей Зотов, Михаил Майзульс, Дильшат Харман: «Внутри нас до сих пор сидит примерно тот же человек, что и 1000 лет назад».
- Алексей Павперов. Авторы книги «Страдающее Средневековье» — о «дурацком епископе», гениталиях на стенах храмов и магии.
- Егор Михайлов, Сергей Сдобнов. Авторы «Страдающего Средневековья» о святой собаке и фаллическом дереве.